# Туры (Столинский район)
Туры (бел. Туры́) — деревня в Столинском районе Брестской области Беларуси. В составе Хоромского сельсовета.

## География
Расположена на запад от Давид-Городка и шоссе Р-88, на юг от Хорска.

## История
В летописных источниках Туры известны с XVI века. 8 июня 2010 года исполнился 491 год от основания деревни Туры. Заселение этой местности началось с возвышенности у речки Туранка, которая начиналась с реки Горынь и впадала в неё же с северной стороны от Давид-Городка. Застраивалась деревня с обеих сторон улицы протяженностью около 0,5 км. Эта улица в наше время имеет название «17 Сентября». Предки жителей Туров происходили из Литвы и Северной Руси. 
В XVI—XVIII веках деревня в составе Великого Княжества Литовского. С 1793 года — в составе Российской империи.
С 1921 года в составе Польши. С 1939 года в составе Белорусской ССР.

## Население

### Численность
- 2009 год — 975 человек

### Динамика
- 1999 год — 1 070 человек (перепись населения)
- 2009 год — 975 человек (перепись населения)

## Культура

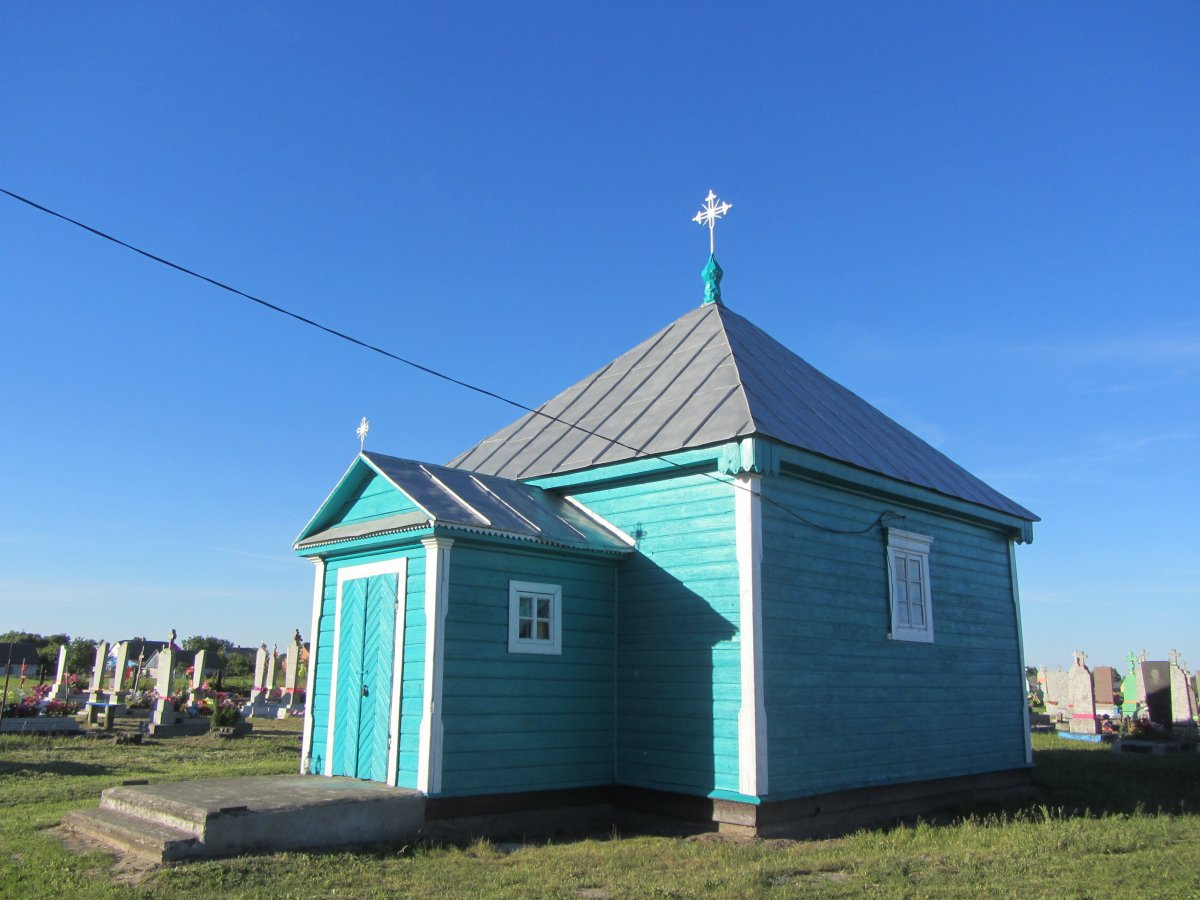
Часовня

- ЧасовняДом культуры
- Музей

## Достопримечательность
- Часовня
- Колокольня

## Известные лица
- Бакунец, Нина Фёдоровна (род. 1945) — Герой Социалистического Труда.